# Morro da Igreja
Morro da Igreja (en català es podria traduir com a Muntanya de l'Església) és una muntanya ubicada a la Regió Sud de Brasil, al sud-est de l'estat de Santa Catarina, a la Serra Geral, al municipi d'Urubici. Situada a 1.822 msnm, és la segona muntanya més alta de l'estat (la més alta és Morro da Boa Vista, també situada a Urubici) i és el punt habitat més alt de la Regió Sud, on va ser registrada la temperatura més baixa del Brasil: -17,8 °C, el 29 de juny de 1996. Amb l'ocurrència de vents forts, la sensació tèrmica va ser de -46 °C. Fins a aquesta data, la temperatura més baixa en territori brasiler havia estat registrada en el municipi de Caçador, en el mateix estat, durant l'hivern de 1975, amb -14 °C. En el seu cim hi ha una base militar de la Fab (Força Aérea Brasileira) i les antenes de control del trànsit aeri del sud del Brasil (Cindacta).

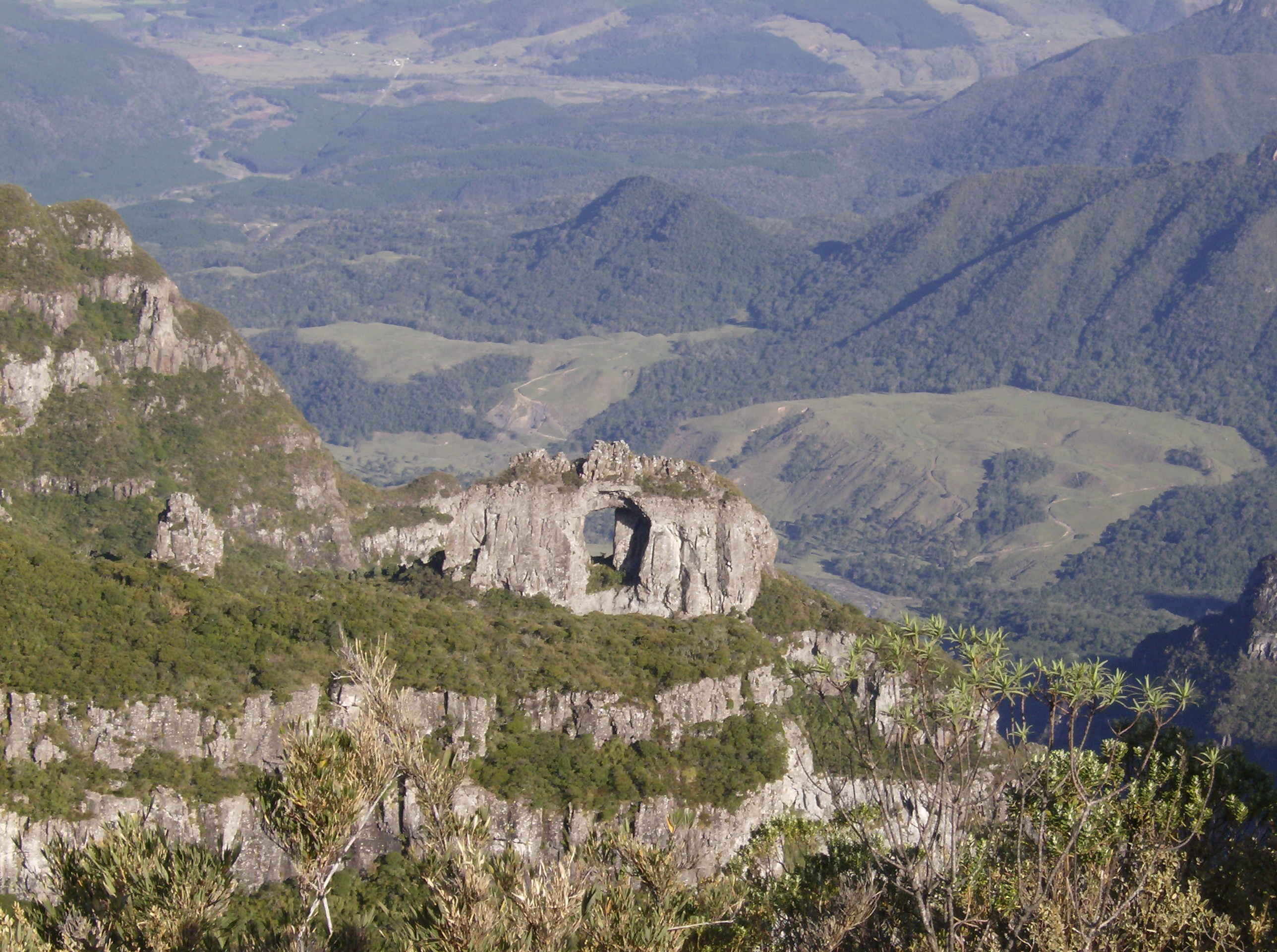
Pedra Furada, formació natural vista des del cim.

Propera al Morro da Igreja està la Pedra Furada (Pedra Foradada), formació natural que és una de les atraccions del Parc Nacional de São Joaquim, dins del qual es troba aquesta muntanya.
El Morro da Igreja és considerat el lloc més fred del Brasil, sent molt visitat principalment a l'hivern, quan les temperatures queden sovint negatives i pot nevar en els mesos més freds. És el lloc al Brasil amb la major freqüència d'aquest tipus de precipitació.